# Nacionalni park Noel Kempff Mercado
Nacionalni park Noel Kempff Mercado je nacionalni park na sjeveroistoku bolivijskog departmana Santa Cruz (pokrajina José Miguel de Velasco), na granici s Brazilom. Svojom površinom od 75.000 km² je najveći u Boliviji, i najveće nedirnuto područje porječja Amazone. Osnovan je 1979. godine kako bi se zaštitila njegova jedinstvena bioraznolikost, koja je nastala zahvaljujući smještaju u prijelaznom području iz amazonskih tropskih kišnih šuma (prosječne nadmorske visine od 200 m) i savana Cerrada (nadmorske visine do 1.000 m). Zbog toga je njegovih 15.234 km² upisano na UNESCO-ov popis mjesta svjetske baštine u Amerikama 2000. godine kao "presjek povijesti posljednjih milijardu godina evolucije, sve do prekambrija.
Park je nazvan po cijenjenom biologu i konzervatoru koji je 1970-ih isticao svjetsku važnost i potrebu zaštite ovog područja. Nažalost njega su ubili trgovci drogom prije osnutka parka, ali je bolivijska vlada u njegovu čast parku dala ime NP Noel Kempff Mercado.

## Odlike
Nacionalni park Noel Kempff Mercado se uglavnom nalazi na visoravni Serrania de Huanchaca koje je rijekom Iténez na istoku i sjeveru odvojen od Brazila. Na zapadu i jugu se nalaze strme litice i izvori nekoliko rijeka (od kojih je najveća Paraguá) koje tvore spektakularne slapove. U tom području postoji pet jasno određenih ekosustava: gorska zimzelena šuma, listopadna šuma, cerrado savana, savanska vlažna područja i kišna šuma. Klima se odlikuje sušnim zimama i vlažnim ostatkom godine s oko 1.500 mm padalina godišnje, prosječne temperature od 25°C. 
Vegetacija parka je raznolika s više od 4.000 vrsta viših biljaka, od kojih su najzastupljenije vrste: Palme, Bromeliaceae, Passiflora, Heliconia i Araceae. U tim šumama obitava preko 600 vrsta ptica (uključujući 9 vrsta papiga ara što je vjerojatno najveći broj u bilo kojem zaštićenom području), 130 vrsta sisavaca (od kojih 80% obitava u kišnim šumama), 70 vrsta reptila (kao što su kajman naočar i crni kajman, Melanosuchus niger) i 57 vrsta vodozemaca (što je najveći broj u zaštićenim područjima Amerika, a pretpostavlja se da ih ima još neotkrivenih).
Od endema, rijetkih i ugroženih kralježnjaka prisutni su: pampas jelen (Ozotoceros bezoarticus) (najveća populacija na svijetu), grivasti vuk (Chrysocyon brachyurus), močvarni jelen (Blastocerus dichotomus), dugodlaki majmun-pauk (Ateles belzebuth), dugorepi srebrnasti pandžaš (Mico argentata), mazama jelen, jaguar, neotropska vidra, divovski mravojed (Myrmecophaga tridactyla), južnoamerički tapir (Tapirus terrestris) i dr.

## Vanjske poveznice
- Katki video slapa Arco u parku Noel Kempff

|  | Zajednički poslužitelj ima još gradiva o temi Nacionalni park Noel Kempff Mercado |